# Lindera tonkinensis
Lindera tonkinensis är en lagerväxtart som beskrevs av Paul Lecomte. Lindera tonkinensis ingår i släktet Lindera och familjen lagerväxter. Utöver nominatformen finns också underarten L. t. subsessilis.